# Grande Noue d'Hermé
Ne doit pas être confondu avec Ruisseau des Méances.
La Grande Noue d'Hermé  est un cours d'eau français qui coule dans les départements de l’Aube et de Seine-et-Marne, en régions Grand Est et Île-de-France. C'est un affluent du  Ruisseau des Méances, donc un sous-affluent de la Seine.

## Géographie
De 21,61 kilomètres de longueur, la Grande Noue d'Hermé nait dans la commune de Le Mériot (Aube)et, se jette dans la Vidée du Paradis à Mouy-sur-Seine - 
Il s'écoule globalement selon un axe nord-est / sud-ouest,

### Communes traversées
Le Grande Noue d'Hermé traverse les sept communes suivantes, d'amont vers l'aval, du Mériot (source), Melz-sur-Seine, Hermé, Noyen-sur-Seine,  Gouaix, Everly, Mouy-sur-Seine (confluence), situées dans les départements de l’Aube et de Seine-et-Marne.

### Bassin versant
Son bassin versant correspond à une zone hydrographique traversée 
« Le ruisseau des Méances de sa source au confluent de la Seine (exclu) (F222) » et s'étend sur 125 km2. Il est constitué à 59,64 % de « territoires agricoles », à 33,67 % de « forêts et milieux semi-naturels » et à 0,64 % de « surfaces en eau ».

## Affluents
Selon le SANDRE, la Grande Noue d'Hermé a trois affluents référencés et un sous-affluent : 
- le Ravin de Bourjasse, 6,10 km ;
  - le fossé 01 des Saules Séveux, 2,55 km ;
- le cours d'eau 01 de la Motte Givaux, 2,18 km ;
- le cours d'eau 01 de la Commune de Melz-sur-Seine, 0,67 km.

Donc, son rang de Strahler est de trois.